# Azyl (zbiór opowiadań)
Azyl – zbiór opowiadań autorstwa Jarosława Grzędowicza wydany przez Fabrykę Słów w 2017. Był to trzeci i do tej pory ostatni zbiór opowiadań Grzędowicza.
Opowiadania te stanowią, jak napisał recenzent Kawerny, „studium wczesnej twórczości” Grzędowicza, gdyż jest to jego twórczość z lat 80. i 90., pierwszy raz zebrane w jednym tomie. Opowiadanie Azyl dla starych pilotów było jego debiutem literackim. Teksty, jak stwierdził sam autor, „przepadły” na wiele lat, gdyż nie posiadał on ich fizycznych kopii; zostały odzyskane dopiero przez wydawnictwo Fabryka Słów.
Zbiór zawiera też przedmowę Grzędowicza, wyjaśniający okoliczności i cel powstania tej antologii, a także posłowie Krzysztofa Sokołowskiego, przedstawiający historię zawartych w tomie opowieści.

## Lista opowiadań
Tom składa się z następujących dziewięciu opowiadań:
- Lista zaginionych
- Azyl dla starych pilotów (także: Odgłosy 1982)
- Ruleta
- Przespać piekło
- Chwila pod deszczem
- Rozkaz kochać!
- Twierdza Trzech Studni (także: Odgłosy 1982, antologia Rok 1984 Alma-Press 1988)
- Dom na krawędzi Światła (także: antologia Czarna Msza Rebis 1992)
- Śmierć Szczurołapa (także: antologia Wizje alternatywne, Arax 1990)
- Enter – i jesteś martwy (także: „Fenix” nr 1(48) 1996)

## Odbiór
Adrian Turzański, pisząc dla portalu Kawerna, uznał zbiór za ważny, jako pokazujący wczesny warsztat pisarski „jednego z najważniejszych polskich pisarzy fantastycznych”. Sam zbiór uznał za „po prostu różnorodny”, zawierający „opowieści o rozmaitej estetyce oraz treści”.
Kacper Piasecki, pisząc dla portalu Game Exe, zwrócił uwagę, że opowiadania, choć różnorodne, mają łączny element, który później definiuje bardziej znane utwory pisarza – „mroczny charakter”. Sam zbiór uznał za „przyjemny” i dobry dla „wszyskich lubujących się w ponurych klimatach”, oceniając go na 7,5/10.